# Tuna-Hästberg
Tuna-Hästberg is een plaats op de grens van de gemeenten Borlänge en Ludvika in het landschap Dalarna en de provincie Dalarnas län in Zweden. De plaats heeft 133 inwoners (2005) en een oppervlakte van 85 hectare.